# Hartmann Stähelin

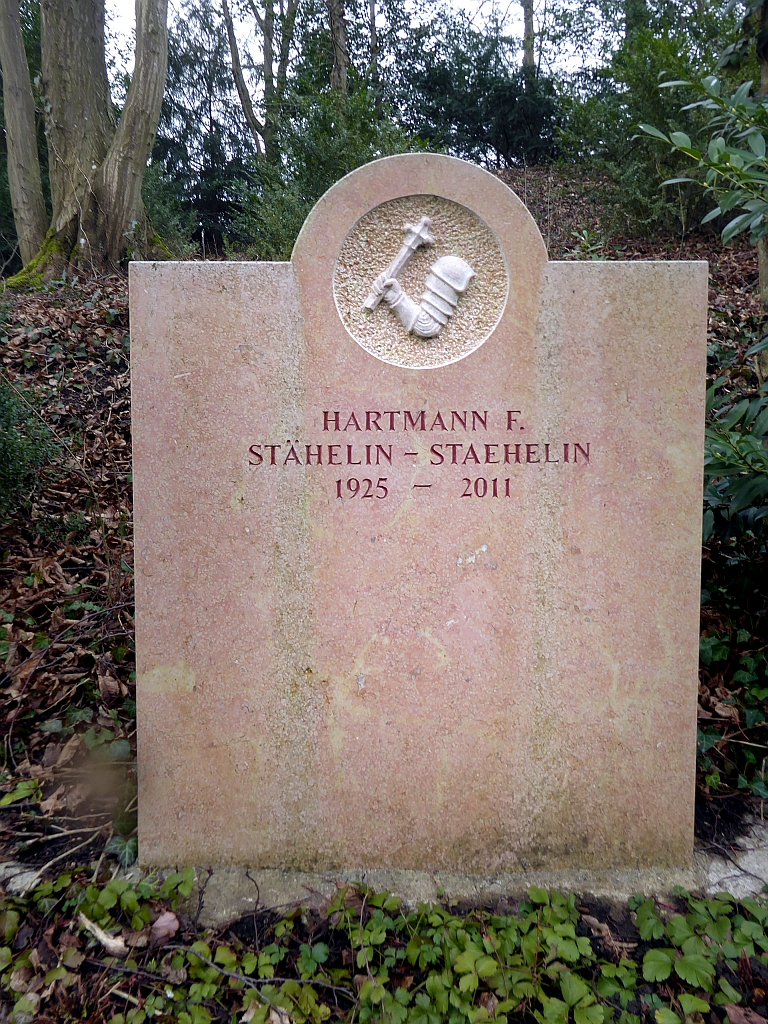
Grab auf dem Friedhof am Hörnli, Riehen, Basel-Stadt

Hartmann F. Stähelin  (* 20. Oktober 1925 in Walenstadtberg; † 5. Juli 2011 in Basel) war ein Schweizer Pharmakologe und Mikrobiologe, der als einer der Entdecker von  Ciclosporin gilt.

## Leben
Stähelin, der Sohn zweier Ärzte, ging in Basel aufs Humanistische Gymnasium und studierte 1944 bis 1950 Medizin an der Universität Basel, in Zürich und Florenz. 1951 bis 1954 forschte er im Institut für Mikrobiologie (damals Hygienische Anstalt) der Universität Basel. Dort gelang ihm 1951 die erstmalige Herstellung nackter Protoplasten (aus Anthrax-Erregern) und deren Fusion. Danach forschte er 1955 an der Harvard Medical School unter anderem bei Emanuel Suter, John Franklin Enders (wo er sich im Auftrag seines künftigen Arbeitgebers Sandoz mit neuesten Labortechniken vertraut machte) und Manfred L. Karnovsky (über Phagozytose). Dort gelang ihm die erneute Entdeckung des Oxidativen Bursts von Leukozyten (zuvor schon 1933 von C. W. Baldridge, R. W. Gerard entdeckt). Die Forschungen hatten Einfluss auf die spätere Arbeit Karnovsky und Sbarra (1959) über biochemische Vorgänge bei der Phagozytose. 1955 wurde Stähelin Laborleiter und später Leiter der Pharmakologie-Forschung bei Sandoz in Basel. 1963 war er dort Prokurist und 1967 Vizedirektor. In den 1980er Jahren war er für die Koordination der präklinischen Forschung bei Sandoz/Novartis zuständig. Außerdem war er Sekretär der Sandoz-Stiftung für Forschung in Medizin und Biologie. 1990 wurde er bei Sandoz pensioniert.
Stähelin war seit 1957 verheiratet und Vater von vier Kindern. Er starb am 5. Juli 2011 an den Folgen eines Sturzes.

## Werk
Stähelin war wesentlich an der Entdeckung von Ciclosporin bei Sandoz Anfang der 1970er Jahre beteiligt, insbesondere durch die Aufnahme eines Tests auf Immunsuppression in den Screening-Verfahren für potentielle Arzneimittel, die bei Sandoz zum Beispiel an Boden- und Pilzproben durchgeführt wurden, die Mitarbeiter aus aller Welt mitbrachten. Daraus entwickelte sich das wichtigste Medikament zur Unterdrückung der Immun-Abstossung bei Organtransplantationen, das bei Novartis (wie Sandoz später hiess) jährlich für Milliardenumsätze sorgte.
Während lange Jean-François Borel als Hauptentdecker des Ciclosporin galt, entspann sich darüber später ein heftiger Disput und auch die Beiträge seines damaligen Vorgesetzten Stähelin und anderer Wissenschaftler wurden gewürdigt. Ein bei Novartis (vom Vorstandsvorsitzenden Daniel Vasella) in Auftrag gegebener Report der ehemaligen Forschungsleiter Karl Heusler (von Ciba-Geigy) und Alfred Pletscher (Roche) kam 2003 zum Ergebnis, dass Stähelin mindestens ebenso an der Entdeckung beteiligt war wie Borel.
Stähelin beschäftigte sich auch mit der Entwicklung des Antikrebsmittels Etoposid (als Wirkstoff in Fußblättern entdeckt) und weiterer Zytostatika (wie Cytochalasin B, Verrucarin, Anguidin).

## Ehrungen
2003 erhielt Stähelin den Pascoe Preis. Außerdem erhielt er den Bristol Price for Anticancer Therapy der American Society for Cancer and Chemotherapy (1985), den Bruce Cain Memorial Award (1990) der American Association for Cancer Research und den Krebspreis der Schweizerischen Krebsliga (1991). 1977/78 war er Präsident der Naturforschenden Gesellschaft Basel und er war 1981 bis 1998 im Bürgergemeinderat von Basel. Er ist Mitgründer und war Präsident des Vereins zur Förderung der Bernoulli Edition.